# Füllenbach (Murg, Au im Murgtal)
Der Füllenbach ist ein etwa zwei Kilometer langer, nordöstlich fließender Bach im Nordschwarzwald, der unmittelbar vor dem Weisenbacher Ortsteil Au im Murgtal von links in die Murg mündet. Er entspringt an den Hängen unterhalb der Berge Maienplatz (684,4 m ü. NHN) und Hartkopf  und fällt auf seinem Weg um etwa 400 Höhenmeter.

## Lage
An der rechten Seite des tief eingekerbten Füllenbachtals liegt ein Bergsporn vor der von Süden nahenden Murg, auf dessen Murgtalseite die Füllenfelsen stehen. Der Pavillon am diesseitigen Waldhang Stielrain bietet eine Grillmöglichkeit. Einige Rad- und Wanderwege führen am Füllenbach entlang.
Etwa 1,6 km südwestlich des auf ca. 600 m ü. NHN gelegenen Quellgebiets liegt die Passhöhe mit Höhenhotel Rote Lache am Kopf eines ebenfalls zur Murg laufenden Nachbartals.

## Flora und Fauna
Am mittleren Lauf des Füllenbachs gibt es zahlreiche feuchtwiesentypischen Pflanzen wie das Wiesen-Schaumkraut und die Sumpfdotterblume.